# Bitwa pod Adys
Bitwa pod Adys – bitwa stoczona w 255 p.n.e. w czasie pierwszej wojny punickiej. 

## Historia
W roku 255 p.n.e. walki pomiędzy Rzymem a Kartaginą przeniosły się do Afryki. Dowództwo nad siłami kartagińskimi objęli Hazdrubal Starszy oraz Bostar. Z Sycylii powrócił Hamilkar na czele 5 000 żołnierzy piechoty i 500 jazdy. W ten sposób armia kartagińska przewyższała liczebnie siły rzymskie w Afryce, dowodzone przez konsula Marka Atyliusza Regulusa. Rzymianie pomimo mniej licznych sił wyruszyli w kierunku Kartaginy, którą zamierzali zdobyć. Nie czekając na wojska konsula, Kartagińczycy wysłali przeciwko nim własne siły wsparte słoniami bojowymi. Do bitwy doszło nieopodal Adys, 20 km na południe od Kartaginy. Armia rzymska odniosła zwycięstwo, wykorzystując niekorzystny wybór terenu przez przeciwnika, który nie był w stanie wykorzystać słoni bojowych i jazdy. Szalę zwycięstwa przychylił atak oddziałów libijskich, przekupionych przez Rzymian, którzy pognębili Kartagińczyków. Po tym zwycięstwie konsul zaproponował Hamilkarowi zawarcie traktatu pokojowego. Kartagińczycy odrzucili jednak tę propozycję decydując się na dalszą walkę.

## Literatura
- Bernard Nowaczyk: Kartagina 149–146 p.n.e., wyd. Bellona, Warszawa 2008.